# Ernst Brausewetter

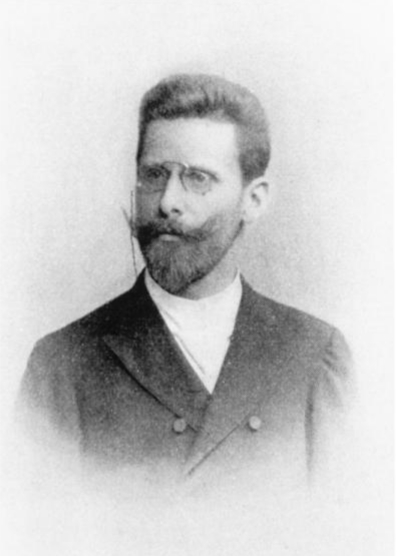
Ernst Brausewetter, Atelierfotografie um 1902.

Ernst Brausewetter (* 2. Juni 1863 in Königsberg; † 31. Oktober 1904 in Berlin) war ein deutscher Übersetzer, Herausgeber und Autor. Zu seinen Übersetzungen zählen Werke des schwedischen Schriftstellers August Strindberg und anderer skandinavischer Autoren.

## Leben
Brausewetter war der Sohn des Kaufmanns Hermann Brausewetter (* 1824) und von Therese Halfter. Nach Abschluss des Gymnasiums absolvierte Brausewetter ein dreijähriges Volontariat in einer Königsberger Buchhandlung. Anschließend war er kurzzeitig im Verlagswesen in Leipzig tätig. Ab 1887 lebte er in Stuttgart, 1891 in Zürich, 1892 in Leipzig und München und ab 1894 in Berlin. Reisen nach Skandinavien sind nicht nachweisbar, vielmehr eignete sich Brausewetter seine Kenntnisse der norwegischen und schwedischen Sprache autodidaktisch über die Lektüre skandinavischer Autoren an, ein Vorgehen, zu dem ihn der Ibsen-Übersetzer Louis Passarge ermutigt hatte.
Ernst Brausewetter starb im Alter von 41 Jahren am 31. Oktober 1904 in Berlin. Die Umstände seines Todes sind unbekannt, ein zeitgenössischer Nachruf im Börsenblatt für den Deutschen Buchhandel erwähnt, dass Brausewetter „seit einem Jahre gemütskrank“ gewesen sei, und weist auf wirtschaftliche Not hin.
Brausewetter war mit Luise (auch: Louise) Brausewetter verheiratet. Die Tochter des Paares starb 1904. Verschiedene ungedruckte Übersetzungen wurden posthum von seiner Witwe veröffentlicht.

## Wirken
Ernst Brausewetter trat wiederholt als Herausgeber und Redakteur verschiedener Periodika in Erscheinung, diese Engagements sind nur zum Teil bibliografisch festzustellen und waren von kurzer Dauer. Von 1901 bis 1902 gab er zwei Jahrgänge der in Berlin gegründeten Finnländischen Rundschau. heraus. Dutzende seiner Essays und Buchbesprechungen wurden in verschiedenen Zeitschriften gedruckt, darüber hinaus gab er mehrere Anthologien, vor allem zu skandinavischen Autoren, heraus. Insbesondere wirkte er als Übersetzer skandinavischer Autoren.

### Übersetzungstätigkeit
Zu den von Brausewetter übersetzten Autoren zählen Henrik Ibsen, August Strindberg, Karl August Tavaststjerna, Arne Garborg, Herman Bang, Jonas Lie, Karl Gjellerup, Juhani Aho, Karl Larsen, Knut Hamsun und Selma Lagerlöf. Kenntnisse in skandinavischen Sprachen hatte sich Ernst Brausewetter beginnend mit Werken von Ibsen autodidaktisch angeeignet, finnische Autoren übertrug er aus schwedischen Übersetzungen. Das Übersetzen betrieb er nebenberuflich, sein Einkommen als Herausgeber und Redakteur erforderte einen Nebenerwerb. Die Vielzahl übersetzter Sprachen – neben Schwedisch, Norwegisch und Dänisch auch Französisch – und Textgattungen sind Ausdruck seiner wirtschaftlichen Verhältnisse; ihnen sind auch die Übersetzungen von Strindberg-Texten geschuldet, die Brausewetters Weltanschauung fern waren. Bei skandinavischen Schriftstellern genoss Brausewetter eine gute Reputation als Übersetzer, auf das Verhältnis zu August Strindberg wird im folgenden Absatz eingegangen. Uneinigkeit herrschte mit verschiedenen Autoren über die Honorare für die deutschsprachigen Ausgaben und entsprechende Vorschläge Brausewetters. Der Übersetzer fand für manche seiner Übersetzungen keine Verlage, obwohl er den Autoren einen Zugang zum deutschsprachigen Markt in Aussicht gestellt hatte. Möglicherweise nahm Brausewetter, bestärkt von Anfangserfolgen, in späteren Jahren mehr Übersetzungsaufträge an, als er bewältigen konnte. Seine Prosaübersetzungen werden von Jänicke anhand von vier Novellen Tavaststjernas als „unsorgfältig“ eingestuft, insbesondere in Hinblick auf das häufige Verkennen falscher Freunde, die Übernahme schwedischer Ausdrücke und falsch interpretierte Satzkonstruktionen, gleichwohl zieht er in Betracht, dass Brausewetter dies bewusst als „Stilmittel“ im Sinne eines „Lokalkolorits“ eingesetzt haben könnte. Insgesamt veröffentlichte Brausewetter über 50 Übersetzungen in Buchform.
Der Strindberg-Übersetzer
Nachdem eine deutsche Übersetzung des 1887 abgeschlossenen Strindberg-Dramas Fadren durch Mathilde Prager nicht zustande kam, übertrug Brausewetter Strindbergs erste naturalistische Dramen Der Vater (Originaltitel: Fadren) und Fräulein Julie (Originaltitel: Fröken Julie) ins Deutsche. Detlef Brennecke charakterisierte die deutsche Fassung von Der Vater als „in den meisten ‚Höhen‘ und ‚Tiefen‘ adäquate Übersetzung“, die „kein anderes Charakteristikum aufweist“ als den Text „auf deutsch so flüssig wie möglich wiederzugeben“. Die nachfolgende Übersetzung des Fräulein Julie, für die Brausewetter sich mit seiner ersten Auftragsarbeit empfohlen hatte, sei hingegen – so Brennecke – geprägt von „spektakulären Manipulationen“, die „dem Dialog einen Teil seiner obszönen und blasphemischen Spitzen nehmen“. Dies führe zu „einer Schwächung der von Strindberg angestrebten Wirkung“. „Addiert man am Schluß zu Brausewetters reflektierten Streichungen noch die eher unreflektierten Modifikationen seiner Vorlagen und Übersetzungfehler, wie sie immer vorkommen können, dann wird erkennbar, wie Brausewetters Übersetzung in manchem Detail von Strindbergs Text abweicht.“
Brausewetter äußerte sich wiederholt über Strindberg und dessen Werk. Bezugnehmend auf Der Vater und Fräulein Julie kritisierte Brausewetter 1889 das Frauenbild Strindbergs, welches er als „ungewöhnlich düstere, ja geradezu feindliche Auffassung von dem Wesen des Weibes“ beschrieb. Brausewetter war ein Verfechter der Emanzipation der Frau gewesen und stand der Sozialdemokratie nahe, sein Naturalismus sei ein anderer gewesen als der Strindbergs: Während Brausewetter ihn „als künstlerischen Ausdruck fortschrittlichen Denkens schützen“ wollte, habe Strindberg in den Augen seines Übersetzers den Naturalismus „aus fortschrittsfeindlichem Denken [missbraucht]“. Brennecke konstatiert eine Gegnerschaft „in ihrer Weltauffassung und in ihrem Kunstbegriff“, Differenzen, die 1892 zum Bruch zwischen Autor und Übersetzer führten. Strindberg schrieb im April 1892 an Brausewetter, künftig „Erich Holm“ (ein Pseudonym Mathilde Pragers) mit der weiteren Verbreitung seiner Werke in Deutschland zu betrauen, da er seit „ein paar Jahren“ nichts mehr von Brausewetter gehört habe und dieser „Autorisierungen ungenutzt gelassen“ habe. Diese Darstellung entspricht laut Detlef Brennecke nicht den Tatsachen, hatte Brausewetter sich zu dieser Zeit doch erfolgreich um einen deutschen Verleger für I havsbandet bemüht, aber mit seiner Übersetzung noch nicht begonnen, bei der er mit Mathilde Prager und Marie von Borch konkurrierte. Vereinzelt standen Brausewetter und Strindberg später noch aus geschäftlichen Gründen in Kontakt, zu Übersetzungen kam es nicht mehr. Strindberg äußerte sich unfreundlich über Brausewetter und bezeichnete nach dessen Tod seine Witwe als „Lügnerin“. Ein Streit über angeblich ausstehende Tantiemen fand 1906 in Form mehrerer Zuschriften, auch von Brausewetters Witwe Luise, Eingang in die Wochenzeitschrift Die Schaubühne.

### Herausgeberschaft derFinnländischen Rundschau
Von 1901 bis 1902 gab Ernst Brausewetter zwei Jahrgänge der in Berlin gegründeten Finnländischen Rundschau. heraus. Die Zeitschrift erschien mit dem Untertitel Vierteljahresschrift für das geistige, soziale und politische Leben Finnlands. Mit Gründung von Zeitschriften im westeuropäischen Ausland und dem Lancieren von Texten in bestehende Zeitungen sollten die Interessen oppositioneller Gruppen um Leo Mechlin Öffentlichkeit finden. Als Großfürstentum Finnland gehörte das Land zum Russischen Kaiserreich und sah sich in den Jahren von 1899 bis 1905 zunehmender russischer Repression (sortovuodet) ausgesetzt. Brausewetter wurde von Werner Söderhjelm für die Stellung als deutscher Herausgeber ins Gespräch gebracht. Die Zeitschrift wurde von einem finnischen Komitee finanziert, über die Annahme von Manuskripten entschied der Redakteur Arvid Neovius. Bereits bei den Vorbereitungen für das erste Heft brachte Brausewetter zahlreiche Änderungsvorschläge ein, insbesondere wünschte er eine Erweiterung des Kulturteils. In Hinsicht auf die „politische Zielsetzung“ (Söderhjelm) der Zeitschrift führte dies zu Streit in der im Hintergrund tätigen finnischen Redaktion. Gleichwohl konnte sich Brausewetter offenbar durchsetzen, denn der Schwerpunkt der Hefte lag auf kulturellen Themen. Dieser verschobene Fokus war auch dem Umstand geschuldet, dass politische Texte oft nur verzögert von den finnischen Zuträgern abgeliefert wurden. Wohl aus wirtschaftlichen Gründen wurde die Zeitschrift nach dem zweiten Jahrgang eingestellt und der Vertrag mit Brausewetter aufgelöst.

## Übersetzungen (Auswahl)
Werke August Strindbergs
- Der Vater (Originaltitel: Fadren.)
- Fräulein Julie. (Originaltitel: Fröken Julie.)
- Das Geheimnis der Gilde. Berlin 1894 (Originaltitel: Gillets hemlighet.)
- Ritter Bengt’s Gattin. Berlin 1894 (Originaltitel: Herr Bengts hustru.)
- Kameraden. Leipzig 1910. (Originaltitel: Kamraterna.)
- Meister Olaf. Leipzig 1913. (Originaltitel: Mäster Olof.)

Werke Karl August Tavaststjernas
- Ein Sonderling. Robert Friese, Leipzig 1897. (Originaltitel En införding.)
- verschiedene Gedichte

Werke Juhani Ahos
- Ellis Ehe. Schuster & Löffler, Berlin 1896. (Originaltitel: Papin rouva; übersetzt nach der schwedischen Ausgabe Prästens hustru.)
- Ellis Jugend. Schuster & Löffler, Berlin 1898. (Originaltitel: Papin tytär; übersetzt nach der schwedischen Ausgabe Prästens dotter.)
- verschiedene Novellen

Werke Henrik Ibsens
- Die Wildente. 1887.[33] (Originaltitel: Vildanden.),
- Kaiser und Galiläer. um 1888. (Originaltitel: Kejser og Galilæer)

Werke Arne Garborgs
- Bauernstudenten. 1888. (Originaltitel: Bondestudentar.)
- Aus der Männerwelt. 1888. (Originaltitel: Mannfolk.)

Werke Karl Gjellerups
- Seit ich zuerst sie sah. 1897. (Originaltitel: Minna.)

## Schriften
als Herausgeber
- Fürst Bismarcks 81. Geburtstag. Ziegenhals, Leipzig 1895.
- Ludwig, Otto: Ausgewählte Werke in zwei Bänden. Reclam, Leipzig 1896.
- Nordische Meisternovellen. Schuster & Löffler, Berlin 1896. (3. Auflage 1903)
- Schwedische Novellen von Geijerstam, Hansson, Hedberg, Hederstjerna, Lagerlöf, Rust Roest und Strindberg. Bibliografisches Institut, Leipzig und Wien 1897.
- Meisternovellen deutscher Frauen. 2. Bd. Schuster & Löffler, Berlin 1897, 1898.
- Finnland im Bilde deiner Dichtung und seiner Dichter. Schuster & Löffler, Berlin, 1899. (Illustration: Arpad Schmidhammer)
- Knecht Ruprecht. Illustriertes Jahrbuch für Knaben und Mädchen. 3 Bd., Köln 1900, 1901.
- Finnländische Rundschau. Vierteljahresschrift für das geistige, sociale und politische Leben Finnlands. Duncker & Humblot, 2. Jahrg. 1901–1902.
- Meisternovellen nordischer Frauen. Selma Lagerlöf, M. Thoresen. Sophie Elkan. Helena Nyblom. Yvar Ring. Thum 1909. (posthum von seiner Witwe herausgegeben)

als Autor
- Über Abhärtung. Eine Anweisung zur Erziehung gesunder Kinder. Für Eltern und Erzieher sowie für alle Freunde einer naturgemäßen Lebensweise und die Sportsleute. Sadowsky, Wiesbaden 1892.
- Eifersucht. Eine Liebesnovelle. Schuster & Löffler, Berlin 1897.